# Dilhan Eryurt
Dilhan Eryurt (Esmirna, 29 de noviembre de 1926 - Ankara, 13 de septiembre de 2012) fue una astrofísica, astrónoma e investigadora científica turca, la primera persona de su país en trabajar en la NASA. Realizó mayores aportes sobre la formación y evolución del Sol y otras estrellas de secuencia principal. También fundó el Departamento de Astrofísica y fue Decana de la Facultad de Ciencia y Literatura en la Universidad Técnica de Medio Oriente en Ankara.

## Biografía

### Primeros años
Eryurt nació el 29 de noviembre de 1926 en Esmirna, Turquía. Su padre era Abidin Ege, miembro de la  Asamblea Nacional de Turquía para la provincia de Denizli en 1944. Su familia se mudó por primera vez a Estambul y unos años más tarde a Ankara. Después de completar su educación primaria, continuó la secundaria en la Ankara Girls High School, demostrando durante esos años un interés especial en las matemáticas. Por esta razón, luego de graduarse en su escuela secundaria, ingresó al Departamento de Matemáticas y Astronomía de la Universidad de Estambul. Su curiosidad sobre la astronomía surgió durante su educación universitaria.

### Traslado a América
En 1959 fue a Canadá por dos años con una beca del Organismo Internacional de Energía Atómica. Allí trabajó con el profesor Dr. Alastair G. W. Cameron. Luego fue a los Estados Unidos y su primer trabajo en el país fue en la Universidad de Indiana con una beca de la Federación Estadounidense de Soroptimistas. A esa altura de su carrera ella sabía cómo hacer modelos estelares. En el Observatorio Goethe Link de la Universidad, trabajó con Marshall Wrubel. Después de esta experiencia, trabajó en el Instituto Goddard de Estudios Espaciales de la NASA. Continuó sus estudios sobre la historia del Sol con Alastair G. W. Cameron, quien continúa sus estudios en la NASA. Durante ese período, fue la única mujer astrónoma que trabajó en la institución durante su estadía en el Instituto Goddard de Estudios Espaciales.

### Últimos años
Falleció en Ankara debido a un ataque al corazón el 13 de septiembre de 2012.

## Aportes
El trabajo de Dilhan Eryurt en el Instituto Goddard ha revelado que algunos hechos dados por sentado sobre el Sol en realidad eran falsos. Reveló que el brillo del Sol no ha aumentado de manera constante desde su formación, y que ha sido mucho más brillante y cálido en el pasado. Su trabajo fue importante para influir en el curso de los vuelos espaciales recién lanzados en ese momento. Ella fue galardonada con el Apollo Achievement Award en 1969 ya que su trabajo aportó conocimiento para lograr que el primer alunizaje resultara exitoso. Después de completar su estudio de dos años en el Instituto Goddard, se le concedió a Eryurt un privilegio que no era otorgado con frecuencia a los extranjeros y pudo continuar trabajando en el instituto como investigadora principal.
Continuó con su investigación científica en la NASA entre 1969 y 1973. Regresó al Departamento de Física de METU en 1973, donde estableció el Departamento de Astrofísica. Fue galardonada con el Servicio de Ciencia e Incentivo de Tübitak en 1977.
El 20 de julio de 2020, Google le dedicó un doodle a Eryurt.